# NGC 1073
NCC 1073 je spiralna galaksija u   zviježđu Kita. Vjerojatno ima H II jezgru.